# Jorge Ferrío Luque
Jorge Ferrío Luque (Madrid, 24 d'agost de 1976), va ser un ciclista espanyol que fou professional entre 2002 i 2007. El seu major èxit esportiu fou la victòria d'etapa a la Volta a Portugal i el triomf a la Clàssica als Ports.

## Palmarès
- 2004
  - 1r a la Clàssica als Ports
- 2005
  - Vencedor d'una etapa a la Volta a La Rioja
  - Vencedor d'una etapa a la Volta a Portugal

### Resultats a la Volta a Espanya
- 2002. 49è de la classificació general
- 2003. 57è de la classificació general
- 2004. 17è de la classificació general